# Tigidia dubia
Tigidia dubia là một loài nhện trong họ Barychelidae. Loài này phân bố ờ Madagascar.